# 俄罗斯文学
俄國文學这一概念在广义上指所有俄语国家的文学，不仅包括俄罗斯，也包括前苏联诸加盟共和国的文学。在苏联解体后，这一概念的范围缩小，仅指俄罗斯一国的文学。由于俄罗斯的文化疆界在历史上的多变和不确定性、俄语发展过程中的种种政治因素，“俄国文学”这一概念的界定仍存在很多争议和含混。通常人们认为，产生于俄语文化氛围中的、以俄语写成文学都可归入“俄国文学”。

## 古代文学
最早的俄国文学现在仅存极少的几部以古俄语（非古斯拉夫语）写成的经典之作。其中比较著名的包括史诗《伊戈尔远征记》以及《被囚者丹尼尔的祈祷》。此外，《亚历山大·涅夫斯基的故事》也是俄国古代文学中的精品。其他具有里程碑意义的作品还包括《生理学者》、《大纲》以及《三海之旅》等等。这些作品都是口头传播的民歌体，融合了基督教和异教的精神。中世纪的俄国文学具有非常显著的基督教特色，语言也以教会斯拉夫语为主，融合了很多南部斯拉夫民族的特征。以通俗的现代俄语写成的第一部文学作品是著名神学家阿瓦庫姆的自传，发表于17世纪中期。

## 彼得大帝时代

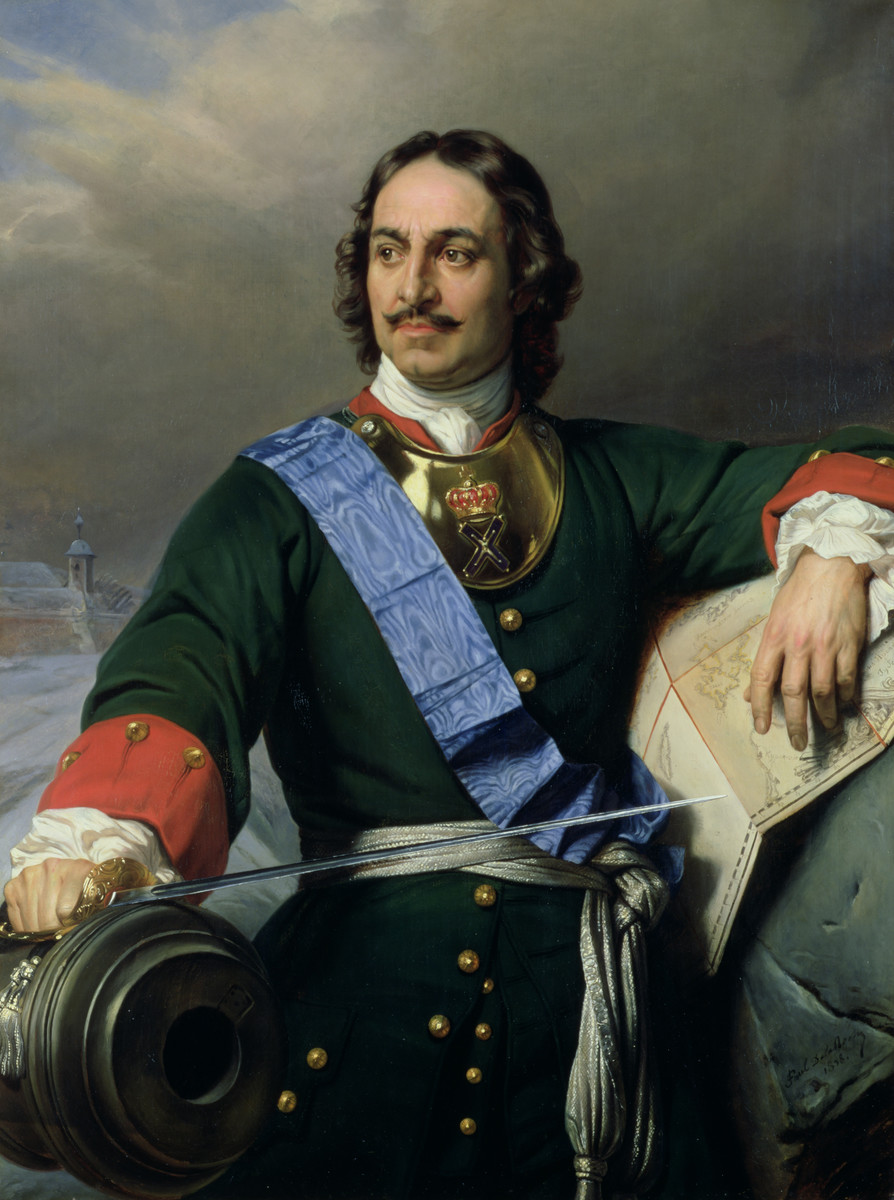
彼得大帝

在彼得大帝和叶卡捷琳娜二世统治时期，俄国展开了广泛的“西化”运动。在这场运动中，俄国人学习法国、德国等西欧国家风范，以改进自己在经济、文化上的落后局面。在文化方面，俄语的字母表和正字法得以改进，通俗俄语以及用通俗俄语写成的大众文学得以蓬勃发展。这一时期的重要作家包括安齊奧赫·康捷米爾、瓦西里·安德烈耶維奇·茹科夫斯基和米哈伊尔·瓦西里耶维奇·罗蒙诺索夫，他们主要活跃于18世纪早期。这些人的创作为更加成熟的作家如诗人杰尔查文、剧作家亚历山大·苏马罗科夫以及散文作家尼古拉·卡拉姆津等人的创作铺平了道路。
諷刺作家安齐奥赫·康捷米尔不僅稱讚彼得大帝的改革理想，也認同歐洲啟蒙運動。康捷米尔的作品經常顯露對於彼得大帝的欽佩，間接藉由諷刺詩來嘲諷俄羅斯的「膚淺主義」，他認為彼得大帝試圖糾正這種錯誤。
瓦西里·安德烈耶維奇·茹科夫斯基根深蒂固受到啟蒙運動影響，並將法語與古典作品翻譯成俄語。他是第一個使用俄羅斯白話文來翻譯的作家，而非正式和過時的教會斯拉夫語，這是俄國文學的重要轉折點之一。
米哈伊尔·瓦西里耶维奇·罗蒙诺索夫為彼得大帝創作《彼得大帝》，其作品往往集中在威風、氣派、自然風格。相對於亞歷山大·蘇馬羅科夫，羅蒙諾索夫的文學層次結構分為高、中、低。這種風格有助於羅蒙諾索夫寫作風格，同時符合白話文、教會斯拉夫語使用。
彼得大帝對於18世紀上半葉影響深遠，作家作品的主題往往更加尖銳、政治並具爭議性。亚历山大·尼古拉耶维奇·拉季舍夫對於農奴制的描寫震驚俄羅斯民眾。葉卡捷琳娜二世譴責這種作品，將拉季舍夫流放西伯利亞。
尼古拉·米哈伊洛维奇·卡拉姆津使用多愁善感與物質虛榮的詩歌和散文，被認為支持俄羅斯女性作家的原因。卡拉姆津呼籲男性作家與女性一同創作，他的作品因而沒有得到普遍好評。然而，他們確實在一些地區獲得越來越多尊重。
另一方面，有些作家則大力稱讚葉卡捷琳娜二世。加甫里尔·杰尔查文著名的抒情詩，往往以葉卡捷琳娜二世為主題。不同於米哈伊爾·羅蒙諾索夫和亞歷山大·蘇馬羅科夫的宏偉風格，傑爾扎溫特別注意作品的微小細節。
冯维辛主要作品是喜劇，對俄羅斯貴族抱持批判態度。

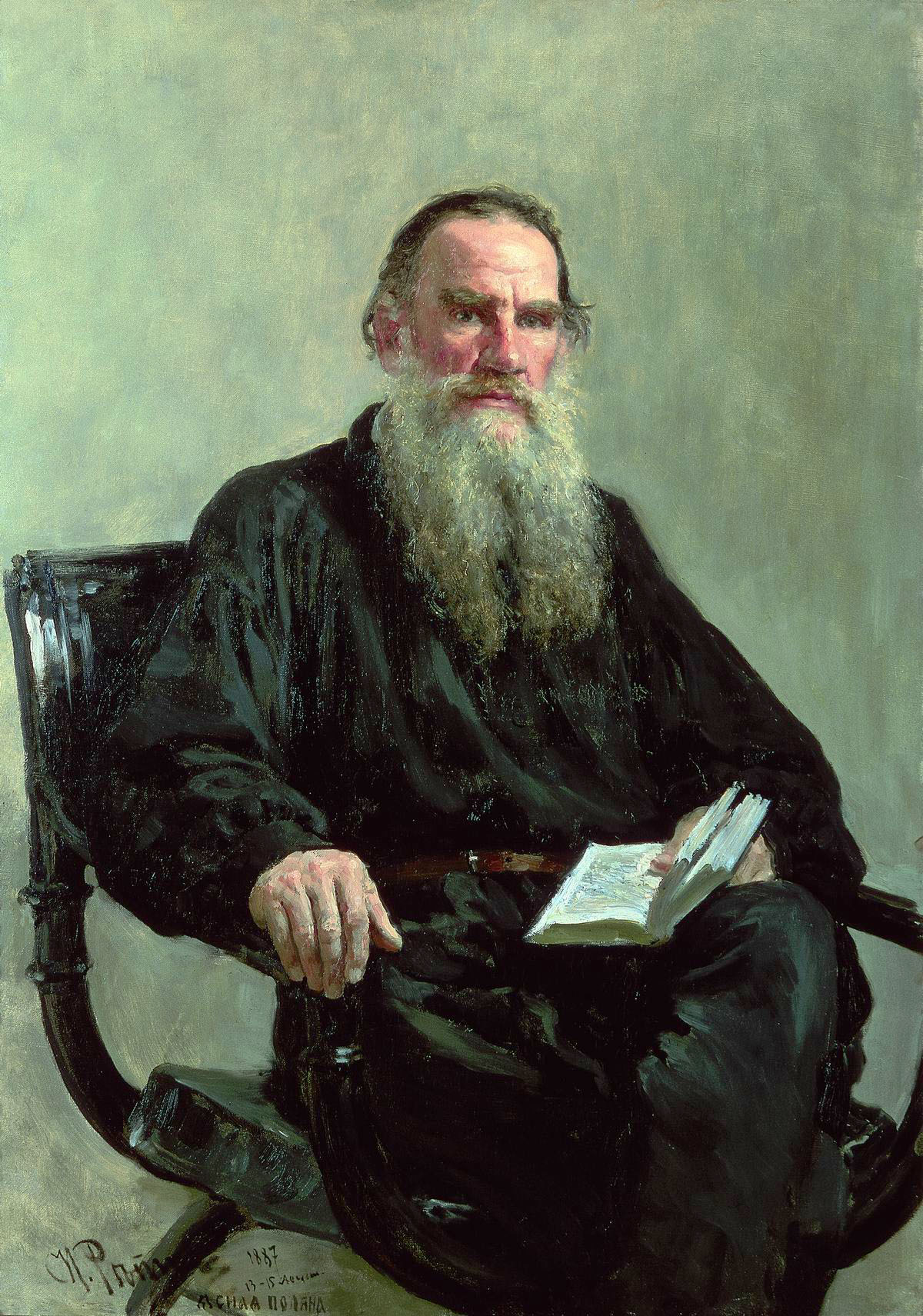
列夫·托尔斯泰

## 黄金时代：19世纪
欧洲的浪漫主义文学风潮于19世纪传入俄国，并带动了俄语诗歌的繁荣。诗人瓦西里·茹科夫斯基和亚历山大·普希金是浪漫主义诗人中成就最高者。米哈伊尔·莱蒙托夫也是非常著名的诗人。
然而19世纪俄罗斯现实主义文学的成就却远远高于浪漫主义文学，成为欧洲大陆唯一可与法国匹敌的文学大国。俄国现实主义文学的繁荣时期被后世称为俄国文学史的“黄金时代”。19世纪俄国文学的重要人物包括寓言作家克雷洛夫、文学评论家别林斯基、剧作家格波多夫和奥斯特洛夫斯基、诗人巴拉丁斯基、巴丘什科夫、涅克拉索夫、丘特切夫等。19世纪俄国现实主义文学成就最高的是小说，诞生了一批世界级的小说大师。尼古拉·果戈理深受啟蒙運動的影響，作品具有華麗生動的散文風格，將社會現實的暴露和諷刺幽默結合，充滿怪異和幻想的因素，代表作品為《死魂灵》、《钦差大臣》等；费奥多尔·陀思妥耶夫斯基的作品探索自殺、貧窮宗教、哲學、心理學及道德等主題，代表作為《罪与罚》、《卡拉馬佐夫兄弟》、《地下室手記》；伊凡·屠格涅夫擅長心理描寫，小說結构嚴整，情節緊湊，人物形象生動，尤其善于細致雕琢女性藝術形象，代表作品為《父与子》、《獵人筆記》等。
19世纪俄国文学成就最高的作家是列夫·托尔斯泰，他是和巴尔扎克齐名的现实主义文学大师，其三部重要小说《安娜·卡列尼娜》、《战争与和平》以及《复活》代表了19世纪俄语文学的最高成就。契诃夫以短篇小说聞名於世，其劇作對20世紀戲劇產生很大的影響。他堅持現實主義傳統，注重描寫俄國人民的日常生活，塑造具有典型性格的小人物，藉此忠實反映出當時俄國社會現況。
其他重要的19世紀作家包括寓言作家伊萬·克雷洛夫、非小說作家亞歷山大·赫爾岑、劇作家亞歷山大·格里博耶多夫、亚历山大·尼古拉耶维奇·奥斯特洛夫斯基、諷刺作家Kozma Prutkov。
19世紀俄羅斯文學存在不同的自殺思想，成為文化、社會的另一面，其中男性和女性受到差別對待。女性不能英勇自殺，但是男性可以。許多19世紀的俄羅斯女英雄都以自殺結束。以莫斯科為背景的小說，例如《安娜·卡列尼娜》及《貧窮麗莎》都以自殺顯示女性的軟弱，莫斯科提供讀者熟悉環境，並且疏離西方小說。
與此相反，許多以聖彼得堡為背景的小說主要聚焦在男主角自殺（《罪與罰》），而不是女性。除此之外，少數女性在這些聖彼得堡小說中自殺，主因是經濟困難和道德墮落，賣淫在19世紀通俗文學中更加突出。

## 白银时代
进入20世纪后，俄国文学持续繁荣，却已经没有19世纪的辉煌，因此史称“白银时代”。20世纪初期，契诃夫仍活跃在文坛上，其创作兴趣已经从短篇小说转入戏剧。而安娜·阿赫玛托娃则是实验小说领域的先驱。
20世纪初期的俄罗斯诗坛也很繁荣，著名的诗人包括阿涅斯基、安德烈·别雷、亚历山大·布洛克、瓦雷里·布鲁索夫、叶赛宁、尼古拉·古米寥夫、丹尼尔·卡尔姆斯、曼德尔斯塔姆、马雅可夫斯基、帕斯捷尔纳克、马克希米利安·瓦罗申等。

## 苏俄时代

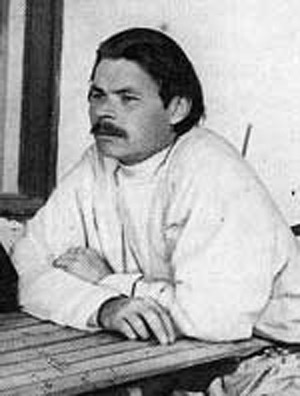
高尔基

从1917年开始，俄国开始向苏联过渡。这一进程对文学的发展产生了巨大影响。在苏联成立早期，曾经产生了一批相当优秀的作家，包括来自工人阶层的作家高尔基、诺贝尔文学奖得主肖洛霍夫、阿·托尔斯泰等。诗人马雅可夫斯基在苏联成立之后仍然活跃在诗坛上，领导苏联的未来主义运动。苏联成立之后，所谓的“社会主义的现实主义”文学占据了主导地位。然而一些作家，如米哈伊尔·布尔加科夫、帕斯捷尔纳克、曼德尔斯塔姆、瓦西里·格罗斯曼等人则仍然坚持俄国文学传统。米哈伊尔·布尔加科夫的作品《大师与玛格丽特》、鲍里斯·帕斯捷尔纳克的《日瓦戈医生》等在苏联境内长期无法得以出版，很多都是在作者故世多年后才得以面世。謝拉皮翁兄弟主張以獨立的政治意識形態書寫的權利，蘇聯政府拒絕他們的意見，強迫他們接受社會主義、現實主義原則。
很多苏联作家因此而流亡海外，形成了一个强大的俄国流亡文学阵营，其中包括很多20世纪最优秀的作家，如诺贝尔奖得主伊凡·亚历克塞维奇·蒲宁、亚历山大·库普林、安德烈·别雷、弗拉基米尔·纳博科夫等。
斯大林死后，“社会主义的现实主义”文学仍然占据主导地位，并取得了一定成就。在赫鲁晓夫执政时期，苏联出现所谓“解冻文学”，意识形态对文学的束缚有所放宽，文学出现欣欣向榮的繁荣。在60年代，布尔加科夫、索尔仁尼琴和夏拉莫夫等人的作品都得以出版。此外，这一时期，文学批评和诗歌也有一定的发展。羅伯特·羅傑斯特文斯基、安德烈·沃兹涅先斯基和葉夫根尼·甫圖申科在體育場館公開朗誦詩作，吸引大批群眾前往。
20世紀70年代，一些最知名的作家們禁止發表作品，也被追究其反蘇主張。索爾仁尼琴被驅逐出境，詩人約瑟夫·布羅茨基、小說家瓦西里·阿克肖諾夫、愛德華·利莫诺夫、薩沙·索科洛夫（Sasha Sokolov）、弗拉基米爾·沃伊諾維奇 、短篇小說作家謝爾蓋·多甫拉托夫（Sergei Dovlatov）不得不移民到西方，葉洛費耶夫（Venedikt Yerofeyev）則藉酒消愁。
苏联晚期的流亡作家有很多也取得了国际声誉，如诺贝尔文学奖得主约瑟夫·布罗茨基以及短篇小说作家多弗拉托夫等在西方国家的影响力相当大，而这些人的作品在苏联国内仍然只能秘密的流传。
尼古拉·奧斯特洛夫斯基的小說《鋼鐵是怎樣煉成的》一直是俄羅斯文學中最成功的作品之一，擁有數千萬本銷售量，各種版本在中國已售出超過10萬本，超過35萬本小說在俄羅斯市面上流通。這本書是奧斯特洛夫斯基虛構的自傳，小說主角保爾·柯察金為俄羅斯文學中的英雄少年代表。這部小說曾鼓舞世界各地的青年，在第二次世界大戰俄羅斯戰爭中引發從軍熱潮。
亞歷山大·法捷耶夫在俄羅斯取得引人注目的成功，數千萬本書籍在俄羅斯和世界各地流通。法捷耶夫許多作品相繼被拍攝成電影，並翻譯成多種文字。法捷耶夫擔任蘇聯作家聯盟的秘書，是1946年至1954年行政委員會總書記。他的小說《潰敗》以俄國革命和內戰為主題。
一有些作家敢於公開反對蘇聯意識形態，短篇小說作家薩拉莫夫和諾貝爾獎得主小說家亞歷山大·索爾仁尼琴創作關於古拉格集中營生活，瓦西里·格羅斯曼以第二次世界大戰記事打擊蘇聯官方史學。他們被稱為「持不同政見者」，並直到20世紀60年代不能公佈他們的主要作品。

## 青铜时代：苏联解体后
从20世纪最后10年至21世纪初期是俄国文学历史上发展最为艰难的日子，低俗小说横行，很少有人从事严肃文学的创作。除维克多·帕勒文和弗拉基米尔·索罗金外，鲜有大师出现。当然，这些只是暂时的结论，只有历史才能给予这个所谓“俄国文学青铜时代”以公正的评价。
21世纪早期，俄国的新严肃文学有了一些新的发展，出现了一些新的文学流派和文学样式。传统的俄国散文仍然非常流行，而在俄罗斯境内的一些地方也出现了一些独具特色的文学作品，如来自帕尔姆地区的作家妮娜·戈尔拉诺娃就擅长写一些篇幅短小的故事，内容主要关于帕尔姆地区知识分子的日常生活。
在这一时期，俄国侦探小说和恐怖小说则出现畸形的繁荣。著名作家包括擅写具有讽刺意味侦探小说的作家达雅·杜索娃。她曾经出版过50部小说，销量逾百万并被翻译成欧洲多国文字。侦探小说家博利斯·阿库宁以其19世纪风格的一系列侦探小说风靡欧美。亚历山德拉·玛利妮娜则是人气最旺的女性侦探小说家。她的小说在欧洲，尤其是在德国。
这一时期的著名文学作品还包括瓦西里·阿克索诺夫的小说《冬季里的一代》。这部小说在美国广受好评，许多评论家甚至盛赞其为21世纪的《日瓦戈医生》。小说讲述的是格莱多夫一家在斯大林时期如何艰难生存的故事。
这一时期的一些俄罗斯作家在西方世界很受欢迎，如塔蒂亚娜·托尔斯塔娅和露迪米拉·尤里茨卡娅等。
2003年，法兰克福书展选择俄罗斯作为“年度嘉宾”。